# Exochus punctatus
Exochus punctatus là một loài tò vò trong họ Ichneumonidae.